# 完美超人Joe系列
完美超人JOE（ビューティフル ジョー），是日本遊戲公司卡普空發行的動作遊戲。2004年10月在東京電視台播放電視動畫、同年11月20日發售的V Jump中也有菊池晃弘連載的漫畫版。
因為第一作大賣，讓本作成為四葉草工作室的看版遊戲並因此推出數篇續作、2007年3月31日由於工作室被解散。現在版権歸由卡普空持有。
第一作中有著打扮成喬模樣的摔角選手登場以及匿名的有名藝人在片尾中熱唱、還成為電視動畫『烏龍派出所』播完後的廣告等，使用各式各樣的方法進行宣傳。
在海外有著比日本更高的人氣、除了成為漢堡店的廣告形象角色外。動畫版的原聲帶和動畫DVD也都在美國發售過。

## 遊戲

### 概要
該系列為橫向卷軸的動作遊戲，對於敵人能用拳及踢來攻擊，不過攻擊時仍會遭到敵人反擊。當打倒一定人數時會得到「VIEWTIFUL值」（view（眺望） + beautiful（美麗）組合語）。對於敵人的攻撃能以華麗的「閃躲」來讓敵人露出空隙、並且一擊給與敵人大大的傷害。由於重點在於避開敵人的攻擊，而被認為其靈感來自於街機遊戲「Punch-Out!!」。
另外，喬還可以使用操控影像的「VFX之力」。有著讓動作緩慢的『Slow』、動作變快『MaxSpeed』等各種VFX之力而可以作出有利的打法、另外還可以讓玩家自己得到像是自己陶酔般的「魅力」玩法的爽快感、並且還可以就這樣賺取遊戲裡的獎金。
遊戲擁有和街機一樣的高難度、在魔王戰等戰鬥中有著第一次看到就被秒殺的事情、不過隨著不斷的練習而可以加以改善。遊戲中並沒有會立即死的陷阱、所以與其說本作和「洛克人」和「超級瑪利歐」等動作遊戲相似，不如說和「斗者的挽歌」及「街頭快打」等過去卡普空名作的橫向卷軸動作遊戲較像。

### VFX之力
能使用出各式各樣影像表現効果、來操控時間和空間。不但在戰鬥中能用，即使是要解謎也必須使用這個能力。
從第一作登場的VFX之力
- SLOW

能讓全畫面的人動作都變慢。以用來強調重量和衝撃的攝影方法為原型、只要在特定條件下能把敵人打飛。另外使用時，攻擊力也會跟著上昇。SLOW中，有著受到攻撃的場合時，可以花費大量VFX值發動V-Touch來完全回避等特徵、也成為最頻繁使用的VFX之力。當和MACHSPEED併行使用時，喬的移動速度也會稍微加快。
- MACHSPEED

和 SLOW相反，會讓画面全体動作都變快。以用來表現出速度感的攝影方法為原型。能夠在高速下連續攻撃、當繼續攻撃時，能對敵人和物品加上火。比起攻撃，主要都用來解謎。「2」中，成為喬專用的VFX之力。
- ZOOM

會對著喬來作畫面轉動。主要是用來作為玩家攻撃時能更加華麗而讓攻撃力大幅上昇。可以和上述的VFX之力併用。透過ZOOM發動，能讓一部分技巧和動作變成別的東西。這個ZOOM技也多用來解謎、由於攻撃力高而也被拿來在魔王戰中使用。在ZOOM中的拳擊和ZOOM中的踢擊加上可以使力量上昇的SLOW時，可以成為玩家的最強攻撃。
續篇登場的VFX之力
- REPLAY

「2」中登場的希薇亞專用VFX之力。能將自己的攻撃（除了飛行道具）反覆使出、而對敵人造成三倍的損害、還可以加上希薇亞的電屬性。透過其電屬性、而可以讓電攻撃的損害無效化、而可以解開電属性的謎題。也可以和SLOW和ZOOM一起使用。不過它的缺點、在發動中被打到時，由於也會被反覆攻擊而吃下三倍的傷害。
- SPLIT

「摩擦」登場。能夠錯開上下畫面。主要是要發動gimmick值才能使用。由於下画面和上画面交錯、而可以移動到通常移動無法到達的場所。
- SLIDE

「摩擦」登場。將上下畫面加以交換。除此之外還有著和ZOOM一樣的能力。今作中能成為DOUBLE ZOOM PUNCH的最強威力技。
- TOUCH

「摩擦」登場。發動gimmick值時，就能碰觸下画面而將特定敵人打倒。SLIDE中能使用。
- SCRATCH

「摩擦」登場。能搖動上下畫面而在敵人頭上掉下物品攻擊。

### 系列作
- 完美超人Joe（GC）2003年6月26日發售
  - 完美超人Joe 重製版（GC）2003年12月18日發售
  - 完美超人Joe 新希望（PS2）2004年9月9日發售
- 完美超人Joe2 黑膠捲之謎（PS2、GC）2004年12月16日發售
- 完美超人Joe 摩擦！（DS）2005年10月2日發售
- 完美超人Joe 戰鬥嘉年華（GC）2005年9月29日發售
  - 完美超人Joe 戰鬥嘉年華（PSP ※GC版的移植版）2006年3月23日發售

### 得獎
- Game Developers Conference2004中得到「Game Developers Choice Awards」。其他作品雖也有得獎、但因為官網被移除而無法確認。

### 登場人物（遊戲版）
和動畫版的設定有些差異。不過完美超人喬 戰鬥嘉年華是以動畫版設定為優先，再加入遊戲版的設定，所以沒有這些差異。

#### 喬一家
喬
遊戲男主角，是個熱愛英雄和電影的17歳高中生。是個藍色大隊長的英雄迷、也是個比起戀人，自己的興趣更優先的人。即使回到現實世界裡也會自己製作完美超人喬的服裝。雖然有著宅族的興趣、但運動神經和打架也都相當優秀、樂觀且愛說冷笑話。如果讓他遇到魔王時，也可以看到他讓人愉快的對話。不過即使再強卻敵不過發怒的希薇亞。以正義和要有快樂結局為信念的男人。
1作中拿到藍色大隊長交付的V手錶，而可以變身成完美超人喬、成為和壞人對戰的英雄。不過遊戲開始時還沒有決定自己作為英雄的名字、但在打倒阿拉斯特後、從阿拉斯特那邊得到完美超人的稱呼而以後以此為他的英雄名。最喜歡的東西是起司堡。雖然和希薇亞是青梅竹馬和戀人、實際上喬比他年輕兩歲。另外喬一家人的名字都是J開頭。
完美超人喬
擁有被叫作VFX之力的利用電影特性能力的華麗英雄。基本上使用空手戰鬥、但也會用V迴力鏢和鮮艷粉紅等投擲道具。特殊狀況中會將從藍色大隊長那邊得到、叫作六號戰機和六號魔人的機器作為愛機來和怪人們戰鬥。主要的必殺技有在空中飛踢的『紅色熱情踢擊』和連續拳擊的『單手熱情拳擊』。當『紅色熱情踢擊』和VFX之力的ZOOM併用時，會變成附有火龍的實力提昇的必殺技『火龍紅色熱情踢擊』。在戰鬥嘉年華中則新增附有火龍拳擊擊的必殺技『紅色熱情火龍拳擊』。然後再使用MACSPEED時因為全身包圍著火燄而能夠抵抗火燄攻擊。
- 所用的VFX之力
  - SLOW・MACHSPEED・ZOOM・SPLIT・SLIDE・SCRATCH

登場作品：全作品
傑特
喬的父親，也是位電影播放師。布魯的好友。在現實世界中幫助喬一行人。在1作的舞台中的放映藍色大隊長的電影院就是由他所經營。
由於妻子已經過世、而受到黑膠卷的影響成為黑暗大帝。並且可以用黑暗V手錶變身成黑暗大帝→完全超人黑暗傑特。
登場作品：2以後全部
潔絲蜜
喬的妹妹。動畫版最終話片尾中、有著和她同樣髪型的人影拜訪電影院。目標是要成為女巨星演員。而他是了拍攝出道作藍色大隊長‧開端而來到作為電影工作室的電影院。
在遊戲片尾中作為變身的女英雄，但名稱不明。而她所尊敬的女演員就是她的母親。
登場作品：摩擦・戰鬥嘉年華（PSP版）
順子
喬的母親。在生完潔絲蜜後、因為車禍而過世。生前是個演員、也在電影藍色大隊長中擔任女主角。
頭髮是黑色、穿著像是和服的服裝、從她的名字來看應該是個日本人（也就是、喬和潔絲蜜是日美混血兒）。女王海登蕾拉的真面目。
登場作品：摩擦、戰鬥嘉年華（PSP版）

#### 希薇亞一家
希薇亞
喬的女友。19歳的上班女郎。1作的片尾中，從父親布魯那邊拿到V手錶、而以性感希薇亞的身份和凱德一戰。1作中，和喬相比是個速度上昇但防禦力卻下降的隱藏角色。
性感希薇亞
主要是使用雙槍死亡貝拉多來進行遠距離攻撃。從喬那邊得到叫作震撼粉紅的炸弾、2中成為希薇亞的專用武器。而會在沒有狀況下突然出現的巨大飛機‧六號大魔神為她的愛機。必殺技有華麗的跳踢『藍色冷調踢擊』和利用背部攻擊的『鐵山靠』及追擊射撃的『雙重帆船』，另外也能和喬合作使出合體技攻擊。在使用『REPLAY』時，由於會全身包圍著電而可以忍受電力攻擊。在戰鬥嘉年華中，新增有可以用死亡貝魯卡發射的光束必殺技『性感柯雷達』。
- 所用的VFX之力
  - SLOW・REPLAY・ZOOM

登場作品：全作品
布魯
希薇亞的父親，也是動作巨星和電影導演。持續製作由他擔任導演和主角的電影‧藍色大隊長。電影受到高度的評價和歡迎、但系列作拍到一半，布魯就失蹤，而沒有完結編。在摩擦中，他則是再次回到導演和演員的工作。
由於陷入低潮而被引誘到電影島中、而過於追求著在電影中以真正英雄的身份和怪物對決、於是自己變成真正的魔王‧全能帝王藍色帝王。為了侵略現實世界，打算作出讓自己女兒和年輕英雄充滿絕望的電影、不過最後在和喬的一戰後，讓他從自己的黑暗面中被解放開來。
登場作品：全作品
柯魯迪
希薇亞的雙胞胎妹妹。在操控希薇亞和阿拉斯特時會代替她登場。
登場作品：包括一代
愛波莉
布魯的妻子，希薇亞和柯魯迪的母親。在操控布魯時會代替希薇亞登場。在喬以外的角色故事模式中雖然有像是遊玩一樣的事情、但也有像是在布魯的故事模式中有後日談的事情。結婚記念日時，和夫一起到電影院時、被藍色帝王用光束給帶到電影島中。
登場作品：包括一代

#### 其他協力者
藍色大隊長
守護電影島的傳說英雄。由於敗給傑特的首領而失去戰力、於是將能夠變身的V手錶教給熱愛英雄電影的喬並且英雄能力尚未覺醒的。是一代中的最後隱藏角色、但由於通過最高難度才能叫出他而變成要操作到他相當困難。在重製版和新希望中，可以輸入隱藏指令來叫出他，以取代必須通過最高難度的超V-RATED才能用到的困境。二代中被變成藍色螺旋鉗而落到黑暗大帝手上。
是六號戰機和六號魔人的擁有者。順便一提，右眼的傷似乎是和颶風塔比托戰鬥時被弄傷的。但實際上是他偷了塔比托的斧頭，然後想要拿來玩耍時弄傷的。
作為可操作角色的特徵是跳躍力很高而有著高度的對空能力。雖然無法二段跳、但他的一段跳卻有著和其他角色二段跳一樣高的高度、而在他跳躍時，只要一直按著跳躍鈕就能讓他半永久地維持現在的高度。不過由於他被打時不會出現像是其他角色會出現的骷髏圖案、因此特別要求玩家對敵人行動的知識。必殺技則是很強調雷屬性、像是戰鬥嘉年華中的摔技『閃電山嵐』、會產生雷電的『砂紋藍色閃電』、被雷虎包圍著的拳擊『藍色閃電手指虎』等招式。其他還有華麗的跳踢『藍色大隊長踢擊』、將頭盔上的正義天線拿來丟擲的『正義迴力鏢』、和帶有尊敬和恐懼而流傳於世的變身招式『永恒傳說』等。
- 所用的VFX之力
  - SLOW・MACSPEED・ZOOM

登場作品：全作品
六號戰機
喬的愛機。有著六種變身機能。原來是藍色大隊長的愛機。雖然是台機器但卻喜歡拉麵而有著到處找拉麵攤的興趣。声優則是唯一的日本人、而且還是由開發遊戲的那個人來配音。
- 機能
  - 六號戰機（飛行形態）
基本形態。在和六號魔人合體時也保能保持這個型態。用粉紅色的前端來散彈射擊以及用紅色投彈口丟炸彈來戰鬥。當使用VFX之力時可以提昇實力、在SLOW時射擊口可以變巨大、高威力化。爆風的威力也會增大。用MACHSPEED則可以將通常中在1画面裡只能發射3發的散彈射擊而變成可以加以連射。然後在ZOOM中，則可以在任何場合中都能任意轉換方向來衝撞敵人、用VTOUCH則可以緊急回避。而用VFX之力也可以對應六號鑽機和六號潛艇。
  - 六號快車
在關卡間移動時能變成車的形態。
  - 六號加農砲
當喬和希薇亞組合出最強合体技並且加以発射的形態。
  - 六號潛艇
水中用形態。由喬操控。是能在水中自由行動的潛艇。武装則和六號戰機一樣。
  - 六號鑽機
水中用形態。由希薇亞操控。能用前端的鑽頭粉碎冰塊來前進、不過其靈活度低於六號潛艇。
  - 六號魔人（正式名稱為地球機器人六號魔人）
當喬和藍色大隊長要和巨大體型敵人戰鬥時搭乘的巨大機器人。並且會成為變型的六號×六號魔神的頭部。

登場作品：全作品
六號大魔人
希薇亞搭乘的移動要塞。會在沒有任何徵兆下而不曉得從何處而在英雄的頂點場景中而以華麗的姿態登場。而它的超級引擎也是以V波動運轉為動力、能變型成六號×六號魔神的身體。
- 六號×六號魔神（正式名稱為太陽系機器人六號×六號魔神）
×要念作by，當和六號魔人也無法對付的巨大敵人戰鬥時、就能由六號大魔人和六號魔人合体而變型成超巨大機器人。可以任意變更成力量模式和射擊模式而依據喬或希薇亞的特性來戰鬥。詳情可參考Grape.com:鋼鐵機械資料庫（页面存档备份，存于）参照。在原聲帶中能知道有合体BGM裡的歌詞。

登場作品：2
但丁
從惡魔獵人裡來客串來本作參戰。基本上以初代設定為主。要去玩時，在電影院中被吸入電影島裡、而變成要和宿敵魔帝穆圖斯作出真正的對決。有說過料理在他的守備範圍外。
登場作品：1・戰鬥嘉年華(PSP版)

#### 壞人們
電刃魔神 阿拉斯特
傑特的幹部。將喬認為是永遠的宿敵。是個手持魔劍以及用雷之力戰鬥的帥氣戰士。1中成為隱藏角色和魔王、2中以魔王身份登場。但由於出現不久就退場的場景、而給人有著「只有出現這樣？」的疑問的場景。
會拿出劇本直接念出台詞、還有在自我介紹中還會有要大家趕快買前作的搞笑台詞。
設定上和デビルメイクライ的阿拉斯特是同一個存在。
在「摩擦！」中、在思考著有什麼辦法可以贏過喬時、而想到「・・・就是機器人呀！」的答案而自己作出雷克斯魔神出來。
- 所用的VFX之力
  - SLOW・REPLAY・ZOOM

登場作品：全作品
雷克斯魔人
阿拉斯特専用機器人。全部性能比六號魔神稍微強一點。
全能帝王‧藍色帝王
傑特的首領。不但打倒藍色大隊長還抓走希薇亞，而他的目的到底是？？？。
翼翔怪人 查爾斯III世
傑特小個分隊隊長。白天時會睡在棺材裡，晚上才會出來行動。另外雖然自命為「紳士」，但在戰闘時會發出下流的笑聲和使用能破壞東西的笑聲而完全不像個紳士。必殺技有『音波光線』和『血猩絲線』等。擅長高速的空中攻擊。
剛力怪人 颶風塔比托
特的幹部、用他的怪力和巨斧而爬到現在的地位。另外還是旅館的老闆、心情好時會哼歌。只要一生氣就會無法控制。有自己專用的機車。使用斧頭來攻擊和防禦，當斧頭被弄壞時會逃走、會從旅館的天花板丟下燒夷彈以及從旅館內部發射飛彈。
被藍色大隊長用V手錶和他交換，而騙走了他的褲子、結果讓他以後就不穿褲子了。
雖然動作遲鈍但他的一擊相當強、而擅長使用像是重坦克般的打法。
頰白怪人 大布魯斯
傑特本部諜報局参謀。但只要一講話就會把在想的事情忘掉、由於寫字的字跡和幼稚園有得比而難以幫上忙。結果是靠他的大嘴和戰鬥技術而爬到現在的地位。
雖然裝備有氧氣筒和蛙鏡，不過沒有什麼特別意義。必殺技有『魚雷爆撃』、『螺絲釘釣擊』等。當受到某程度的傷害時，會和喬保持距離來回復體力。序盤中因為從口中吐出垃圾來攻擊、而能看到他吃得相當糟糕。
三幹部中最笨的人。講話方式令人愉快。精神年齡也是三人中最低的。
灼熱王 法亞雷歐
傑特的最高幹部。站在要來救希薇亞的喬面前要來阻擋他。
由於手下一個個被喬打倒而認同他的實力、並且對喬提出「作為傑特的幹部來征服世界並且要將半個世界交給你管理，也把你的女人還給你。」的條件、但被喬以「那麼就全部交出來吧。」而拒絕。
由於身體被火燄包圍而只要碰到他就會受傷。能使用流星掉落、從口中放出火球等有著強力的炎屬性攻撃（可說是有最後魔王的強度）。
有兩隻巨大的角和火燄的鬍子。而被喬叫作『火達摩貓』。
黑暗大帝
凱德的首領。收集彩虹奧斯卡獎、企圖要侵略現實世界？？？
恐龍軍曹 大約翰
凱德的幹部和魔王。但整個故事中只出現一次。
古代石像 弗林登史東
凱德幹部和魔王。要幫助黑暗大帝、以找到可以好好休息的地方。擁有變形能力。
電腦狂人 卡美歐雷翁
凱德幹部和魔王。屬於諜報部，只有在有必要時才會開口說話。
魔帝 阿拉斯特
魔王。是阿拉斯特被黑膠卷影響而提昇力量的資態。
冰凍獸 弗羅斯特泰格
凱德幹部和魔王。是法亞雷歐的弟弟而且個性冷酷。登場時會念俳句。
恐怪電人 古蘭肯博士
製造蕾茜兒的人、對黑暗大帝相當忠心。。和卡美歐雷翁的對話就像是相聲般。除了蕾茜兒外，還有黑球吸塵機等發明。
暗躍機人 血色蕾茜兒
古蘭肯博士開發的最強戰鬥機器・・・在和喬及希薇亞戰鬥的過程中、被他們熱烈的心感化而成為他們的朋友。
超巨大黑王黑暗凱薩
由凱德製造的最巨大機器人。據說和太陽一樣大、只要透過黑球能量就能擁有將銀河系一撃破壊掉的力量。
完全超人 黑暗傑特
最後魔王。黑暗大帝用彩虹奧斯卡之力而提昇力量的姿態。
機動超人　卡捷柯普
被奪去英雄力的英雄之一。是個持有雙槍的機械警官。原型來自於機械戰警。
人造超人　奇拉漢斯
被奪去英雄力的英雄之一。是個自我陶醉型的人。原型來自殺手漢斯。
光超人　奧爾特曼
被奪去英雄力的英雄之一。原型來自超人力霸王。
改造超人　梅塔連賈
被奪去英雄力的兩人英雄組合。原型來自假面騎士和超級戰隊。
海迪雷拉
瑪特的首領。遊戲中寫為昆恩。以藍色大隊長的電影膠卷為目標。操弄名作電影中的英雄、要從潔絲蜜手上取得這部膠卷。
茲古摩
戰鬥嘉年華中，引起預定外事件的謎之敵人。奪取黃金機人血色蕾茜兒而成為喬他們最後的敵人。
真面目則是被弄壞無法使用而對每個明星們充滿怨念的攝影器材、由於想要被再使用一次、而以對於想要拍出電影的思念所形成的物體。。
魔帝穆圖斯
『惡魔獵人』中的魔王、但丁的宿敵。

### 片尾曲
「Viewtiful World」
藝人：Viewtiful Joe（DA PUMP的KEN、DAI的長尾大、大渡亮、ZZ的SOTARO、03的古市絢子等五人並且全部都隱藏身份唱歌）

## 電視動畫

### 登場人物（動畫版）
喬
声 - 關智一(日本)：李景唐(台灣)：雷霆(香港)
本作男主角。只要對從藍色大隊長那邊得到的V手錶喊出「HENSHIN A GO-GO BABY!」就能變身成完美超人Joe。和同伴們一起與傑特組織戰鬥。能使用SLOW・MACHSPEED・ZOOM等三種電影特性的必殺技及VFX之力戰鬥。和希薇亞是青梅竹馬和戀人。有個電影播放師的父親‧傑特。設定画中有他的母親和妹妹、不過本編中卻未登場。與小小藍隊長是一起和傑特戰鬥的夥伴。
是個電影迷和英雄宅。比起戀人，自己的興趣更是優先、只要看到起司堡就衝動地撲上去、由於常常有大意的表現、而老是被小小藍隊長痛罵，也經常被敵人所騙。雖然外表看起來是個充滿缺點的英雄卻擁有真正的英雄魂。在歷經數次的相遇分離及戰鬥後而不斷提昇自給的實力、在傑特篇結束後完成了作為英雄的精神面。最終決戰中、和伊貝魯王的戰鬥裡發揮了真正英雄的實力。
希薇亞
声 - 桑谷夏子(日本)：馮嘉德(台灣)：陸惠玲(香港)
喬的女友和本作女主角。一開始就被傑特組織抓走、而關在他們的基地中，但從透過自己的好勝心及積極表現而和裡面的小兵的變得相當親近並且因此改善自己的生活環境、以及準備好鍛鍊自己等行動來看、絕對不是一般的柔弱女主角。
後半段和原作同様得到藍色大隊長所給的V手錶、而可以改變服裝變成性感希薇亞來和凱德戰鬥。主要是使用雙槍死亡貝拉多來進行遠距離攻撃。當打中敵人時會讓他們眼冒紅心而聽命於她。另外還可以和喬進行合作技攻擊。
在她的皮帶中裝有可以封印伊貝魯王，叫作白色膠卷的強大力量。這個白色膠卷是當藍色大隊長失蹤不在時、由小時候的希薇亞不小心闖入他的房間中所找到有著藍色大隊長身影的一部分膠卷。
小小藍隊長
声 - 津村真琴(日本)：許雲雲(台灣)：黃鳳英(香港)
動畫原創角色。是電影中的人物、在藍色城鎮中和藍色大隊長一起戰鬥並且在叫作CAPTAIN BLUE&CAPTAIN BLUE Jr的電影中出道。不過與藍色大隊長沒有任何親屬關係。在傑特篇中使用自作的V手錶和服装而支援粗心大意的喬。使用從敵人身上奪來的滑板和會飛出機械手臂的手槍來和喬一起戰鬥。在旅途中常喬的大意加以責罵。
凱德編中丟掉自作的V手錶和服裝、用從藍色大隊長那邊拿到的V溜溜球並且喊出「HENSHIN A YO-YO BABY!」來變身。使用多變的溜溜球技巧來玩弄怪人們、對於嬌小的他來說，頭腦就是最好的武器。
因為個性認真且擅於用腦、所以常和喬的英雄觀產生衝突，但卻彼此互相信任而存在著叫作拍檔的關係。
在戰鬥嘉年華中有登場並且配音員和必殺技都一樣。
藍色大隊長
声 - 銀河萬丈(日本)：張炳強(香港)
電影島中傳說的英雄。在和傑特組織的首領之戰中戰敗、於是將V手錶交給喬。凱德篇中以英雄身份回歸、但卻被黑暗大帝變成藍色怪人、而長時間變成製作怪人的工具。
實際上是希薇亞的父親。由於陷入低潮，而被伊貝魯王趁隙奪取他的身體讓他變成全能帝王‧藍色帝王。在和喬的戰鬥中，被他從伊貝魯王的影響給解放出來。右眼的傷則是在英雄時代時，和黑暗大帝在現實世界的戰鬥中被他所傷的傷口
傑特
声 - 小杉十郎太(日本)：梁志達(香港)
藍色大隊長的好友。喬的父親也是一名電影播放師。在電影院內播放黑膠卷來支援喬一行人。
遭到伊貝魯王奪取他的身體、而變成黑暗大帝。最後被喬透過白色膠卷之力所放的必殺技『完美閃光爆烈』而讓他回復正常。
恐怪電人‧古拉肯博士
声 - 川津泰彦
製造蕾茜兒的人、對黑暗大帝相當忠心。製造出合体怪人而造成喬一行人的苦戰。最後、遭到背叛的查爾斯III世打倒。
暗躍機人 血色蕾茜兒
声 - 石松千惠美
由古拉肯博士開發的最強戰鬥仿生人、在經過許多事件後，而讓改邪歸正並且得到英雄魂、成為喬一行人的夥伴、而成為黄金機人血色蕾茜兒。會重覆講話以及感情變得豐富而成為她的魅力點。是個文武雙全的英雄。一段時期和阿拉斯特一起行動。到最後都和喬一行人會合而一起戰鬥。
史普洛凱
声 - 淺野麻由美(日本)：許雲雲(台灣)：謝潔貞(香港)
動畫原創角色。傑特組織的軍師、毎回都會派出新怪人和喬他們戰鬥。在傑特組織被消滅後而加入凱德組織並且發揮她的實力。由於是名爆乳，所以會有把她的衣服拉鍊撐開而又拉上來的習慣。
在凱德編終盤裡、和查爾斯三世、颶風塔比托、大布魯斯一起背叛克多而活到最後。
實際上是現實世界中和藍色大隊長一起拍攝電影的工作人員之一。
在戰鬥嘉年華中是能操作的角色之一。會叫出在克多篇中的小兵出來作戰。
電刃魔神 阿拉斯特
声 - 三木真一郎(日本)：馮錦堂(香港)
傑特組織的幹部。將喬當作是永遠的對手。原作中並不是電影裡的登場人物、但在動畫版中被作為電影的角色。是名使用魔劍和雷之力的充滿個性的戰士。
在傑特戰中的終盤、在還沒和喬決鬥時、就和失控的法亞雷歐一起掉落，而失去魔人之力並且暫時以人類的模樣行動、在凱德編中盤裡，由於日蝕能量而復活。而完成和喬決鬥的心願、在輸給喬後。最終決戰中、幫忙和伊貝魯王戰鬥的喬。
由於宿敵相當多く（喬、藍色大隊長、小小藍隊長）而老是被吐嘈這點。
翼翔怪人 查爾斯III世
声 - 小形滿(日本)：梁志達(香港)
傑特小個分隊隊長。白天時會睡在棺材裡，晚上才會出來行動。另外雖然自命為「紳士」，但在戰闘時會發出下流的笑聲和使用能破壞東西的笑聲而完全不像個紳士。有著三幹部中最好的頭腦、能發明以巨大機器人大查爾克為首的各種邪惡物品。
在傑特被消滅後，經營蔬菜店、但由於店遭到大約翰破壞而和史普洛凱一起成為凱德的幹部
在傑特編中盤後喜歡上史普洛凱、但直到最後還是只能單戀她。
在戰鬥嘉年華裡，老是叫著“不行不行”。
剛力怪人 颶風塔比托
声 - 高瀨右光(日本)：林國雄(香港)
傑特的幹部、用他的怪力和巨斧而爬到現在的地位。只要一生氣就會無法控制。有自己專用的機車、序盤中就用機車戴著被抓的希薇亞到藍色帝王那邊。腳指頭是牠的弱點。
在傑特被消滅後，經營肉店、但由於店遭到大約翰破壞而和史普洛凱一起成為凱德的幹部。
和查爾斯三世及大布魯斯經常作蠢事而成為本作中很重要的三大喜角。
頰白怪人 大布魯斯
声 - 樫井笙人(日本)：黎景全(香港)
三幹部中最笨的人。講話方式令人愉快。精神年齡也是三人中最低的。不過牠卻似乎有叫作藍寶石的女友、在用手機和女友講話時，口氣還會改變。比起容易失控的其他兩位幹部，更容易安定下來、似乎單純只是個會照自己節奏的人。
在傑特被消滅後，經營魚店、但由於店遭到大約翰破壞而和史普洛凱一起成為凱德的幹部。
老是會和查爾斯三世及颶風塔比托吵架。
灼熱王 法亞雷歐
声 - 上田陽司(日本)：潘文柏(香港)
傑特組織中最高幹部。身上包圍著火燄、有著銳利的爪子和巨大的盾牌及壓倒性的領導力、而且可以包容那些各有特色的幹部們。
傑特編中、在中盤出場就變少、終盤中、敗給喬、而被藍色帝王操控並且與阿拉斯特一起從基地裡掉落下來。
在克多篇中由於失去記憶、而受到希爾巴斯諾的幫助、而成為她房子裡的警衛。但在和弟弟伏洛斯特泰格戰鬥後而回復記憶、在牠打贏後而離開希爾巴並且出去旅行。
全能帝王藍色大帝・黑暗大帝・伊貝爾王
声 - ???
一手控制整個傑特和凱德組織的大魔王。企圖要從電影島侵略整個現實世界。
藍色帝王、是他趁機奪取筋疲力盡的藍色大隊長的身體、而讓他跟隨傑特組織。但在和喬的戰鬥中而讓藍色大隊長回復正常。
黑暗大帝、則是他奪取傑特的身體而讓他跟隨凱德組織。在和喬一行人的初戰中、將藍色大隊長變成螺絲鉗。並且以喬為目標。在凱德基地中、在喬他們陷入苦戰時、自己也被傑特所妨礙、而因此輸給喬、而藍色大隊長也被喬所救、而被認為和凱德基地一起遭到消滅。但在現實世界卻又再次奪去傑特的身體、而偷襲喬他們、但在第二次遭到傑特的妨害以及喬借助白色膠卷之力，而使出必殺技『完美閃光爆烈』而打倒他。
伊貝魯王、則是操控藍色大隊長和傑特的幕後黑手。不但讓喬陷入苦戰、還讓他無法變身、讓雖然有著完全的英雄精神的喬使不上力而難以戰鬥。最後再度透過白色膠卷之力而變身、並且藉由同伴們相信他的力量而讓喬施展出必殺技『完美衝擊』而打倒他、而讓他變回成一團黑球。

### 工作人員
- 導演 - 石山タカ明
- 系列構成 - GGB
- 角色設定 - 大橋幸子
- 角色設定協力 - 草刈大介
- 機械設定 - 長野伸明
- 美術監督 - 明石聖子
- 色彩設計 - 斉藤裕子
- 攝影監督 - 久保村正樹
- 音響監督 - 小林克良
- 音樂- 五木田岳彦、林祐介
- 動畫製作 - Group Tac
- 製作 - 東京電視台、MediaNet、we've

### 片頭曲
「Brighter side」
作詞・作曲・編曲：Rio 歌：SaGa
「Brighter side」
作詞・作曲：Rio 編曲：Rio,Taichi 歌：SaGa
「Spirit Awake」
作詞：SaGa&SHAYOVI 作曲：Rio&SHAYOVI 編曲：SaGa&SHAYOVI 歌：SaGa

### 片尾曲
「And You」
作詞：Juno,Taichi,Rio 作曲・編曲：Taichi,Rio 歌：SaGa
「And You」
作詞：Rio 作曲・編曲：Taichi,Rio,Juno 歌：SaGa
「桃源鄉」
作詞：川村サイコ 作曲：D・A・I 編曲：水上裕規 歌：Amasia Landscape

### 各話標題
| 話数 | 標題                                 | 劇本                | 分鏡                  | 導演           | 作画監督                   |
| ---- | ------------------------------------ | ------------------- | --------------------- | -------------- | -------------------------- |
| 1    | その男ジョー! の巻                   | 石山タカ明          | 石山タカ明            | 石山タカ明     | 須田正己                   |
| 2    | つかめ! 伝説の必殺技の巻             | 奥村卓也            | 石山タカ明            | 白石道太       | 六角輝                     |
| 3    | オレは、ビューティフル ジョー! の巻  | 砂山蔵澄            | 石山タカ明            | 平田豊         | 服部憲知                   |
| 4    | シルヴィアSOS! の巻                  | 石田真弓            | 鴫野彰                | 加藤茂         | アベ正己                   |
| 5    | 登場! キャプテン ブルー ジュニアの巻 | 栗山勝行            | 石山タカ明            | 石川敏浩       | 井口忠一                   |
| 6    | カモ～ン! シックスマシンの巻         | 柿原優子            | 赤坂三十郎            | 大西景介       | 服部憲知                   |
| 7    | 恐怖! スラグンあらわるの巻           | 田沢大典            | 高田耕一              | 川崎みどり     | 須田正己                   |
| 8    | えっ、ヒーロー失格!? の巻            | 砂山蔵澄            | 川崎みどり 石山タカ明 | 白石道太       | An Toe-keun                |
| 9    | 大騒動! ヒーローの休日の巻           | 柿原優子            | 石山タカ明            | 平田豊         | 服部憲知                   |
| 10   | スーパーロボ! グランチャールクの巻   | 奥村卓也            | 鴫野彰                | 鴫野彰         | アベ正己                   |
| 11   | 世界が色を失う日! の巻               | 砂山蔵澄            | 松園公                | 石川敏浩       | 井口忠一 柳瀬雄之          |
| 12   | 狙われたVウォッチ! の巻              | 石田真弓            | 赤坂三十郎            | 大西景介       | 服部憲知                   |
| 13   | ジャドーからの逃亡者! の巻           | 栗山勝行            | 平田豊                | 川崎みどり     | 須田正己                   |
| 14   | 実録! ジャドー華麗なる戦いの巻       | 田沢大典 石山タカ明 | 石山タカ明            | 石山タカ明     | 林一哉                     |
| 15   | 仕組まれたウェディングベル! の巻     | 柿原優子            | 渡辺純央              | 渡辺純央       | 草刈大介                   |
| 16   | さきまっせ! 妖精の花の巻             | 田沢大典            | 麦野アイス            | 桝井剛         | An Toe-keun Zong Hyo-shick |
| 17   | 帰ってきたキャプテン ブルー!? の巻   | 砂山蔵澄            | 鴫野彰                | 加藤茂         | 服部憲知                   |
| 18   | V-ウォッチパニック! の巻             | 栗山勝行            | 鴫野彰                | 加藤茂         | 服部憲知 森田実            |
| 19   | 顔をあげて歩こう! の巻               | 石田真弓            | 鴫野彰                | 加藤茂         | 井口忠一 柳瀬雄之          |
| 20   | 遊びの時間は終らない! の巻           | 奥村卓也            | 鴫野彰                | 鴫野彰         | 須田正己                   |
| 21   | ジュニア危機一発! の巻               | 柿原優子            | 鴫野彰                | 鴫野彰         | 草刈大介                   |
| 22   | シルヴィア大脱走!? の巻              | 田沢大典            | 鴫野彰                | 鴫野彰         | Zong Hyo-shick             |
| 23   | 激突! ジョーVSアラストルの巻         | 砂山蔵澄            | 鴫野彰                | 鴫野彰         | 飯飼一幸                   |
| 24   | 復活! シックス魔人の巻               | 石田真弓            | 鴫野彰                | 鴫野彰         | 井口忠一                   |
| 25   | 決戦! ジャドー基地の巻               | 栗山勝行            | 鴫野彰                | 鴫野彰         | 草刈大介                   |
| 26   | 俺達に明日はある! の巻               | 石山タカ明          | 鴫野彰                | 鴫野彰         | 服部憲知                   |
| 27   | 新たなる敵! ゲドー襲来! の巻         | 砂山蔵澄            | 渡辺純央              | 渡辺純央       | 竹内昭                     |
| 28   | ジュニア、変身! の巻                 | 柿原優子            | 石山タカ明            | 石山タカ明     | 須田正己 大橋幸子          |
| 29   | 嵐を呼ぶ女シルヴィア! の巻           | 田沢大典            | 鴫野彰                | 桝井剛         | An Toe-geun                |
| 30   | ワイルド・ワイルド・キック! の巻     | 広田光毅            | ヤマトナオミチ        | ヤマトナオミチ | 飯飼一幸                   |
| 31   | キミの隣に宇宙人! の巻               | 栗山勝行            | 玉川真人              | 玉川真人       | 井口忠一                   |
| 32   | モーレツ! キャノンレースの巻         | 竹内利光            | 大西景介              | 大西景介       | 草刈大介                   |
| 33   | ヒーローがいっぱい! の巻             | 石川裕人            | 石山タカ明            | 川崎みどり     | 服部憲知                   |
| 34   | ブラックダイヤを取り戻せ! の巻       | 柿原優子            | 渡辺純央              | 渡辺純央       | 竹内昭                     |
| 35   | ゲドーのやさしい怪人!? の巻          | 栗山勝行            | 吉川博明              | 平田昌子       | 須田正己                   |
| 36   | 標的（ターゲット）はジョー! の巻     | 田沢大典            | 玉川真人              | 玉川真人       | An Toe-geun Zong Hyo-shick |
| 37   | 燃えよメタルハート! の巻             | 広田光毅            | ヤマトナオミチ        | ヤマトナオミチ | 飯飼一幸                   |
| 38   | よみがえる黒い翼! の巻               | 竹内利光            | 赤坂三十郎            | 大西景介       | 草刈大介                   |
| 39   | 敵はキャプテン ブルー! の巻          | 砂山蔵澄            | 赤坂三十郎            | 川崎みどり     | 服部憲知                   |
| 40   | 崩壊! ムービーランドの巻             | 砂山蔵澄            | 渡辺純央              | 渡辺純央       | 竹内昭                     |
| 41   | 大地にきざむ勇気! の巻               | 奥村卓也            | 鴫野彰                | 鴫野彰         | 須田正己                   |
| 42   | 生中継! ジョーVSジュニアの巻         | 奥村卓也            | 鴫野彰                | 鴫野彰         | 須田正己                   |
| 43   | スプロケットはメガネがお好き! の巻   | 田沢大典            | 渡辺純央              | 渡辺純央       | 井口忠一                   |
| 44   | 炎の獅子リターンズ! の巻             | 田沢大典            | 赤坂三十郎            | 桝井剛         | 井口忠一                   |
| 45   | ゲドーのラブラブ大作戦! の巻         | 田沢大典            | 赤坂三十郎            | 桝井剛         | 井口忠一                   |
| 46   | レイチェルのたからもの! の巻         | 田沢大典            | 赤坂三十郎            | 桝井剛         | 井口忠一                   |
| 47   | ゲドーからの逃亡者! の巻             | 田沢大典            | 赤坂三十郎            | 桝井剛         | 井口忠一                   |
| 48   | 激闘! 永遠のライバルの巻             | 田沢大典            | 赤坂三十郎            | 桝井剛         | 井口忠一                   |
| 49   | 大勝利! ゲドー壊滅の巻               | 田沢大典            | 赤坂三十郎            | 桝井剛         | 井口忠一                   |
| 50   | 開催! ビューティフル映画祭の巻       | 田沢大典            | 赤坂三十郎            | 桝井剛         | 井口忠一                   |
| 51   | 明日のヒーローはキミだ! の巻         | 田沢大典            | 赤坂三十郎            | 桝井剛         | 井口忠一                   |

## 外部連結
- 完美超人Joe（遊戲版）
- 完美超人Joe（页面存档备份，存于）（動畫版）
- 動畫介紹頁(MEDIA NET)